# Hélène Le Roy d'Étiolles
Hélène Le Roy d'Étiolles, née Devy à Londres le 10 juin 1864 de parents français, et morte en 1939, est une peintre française.

## Biographie
Élève de Jean-Joseph Benjamin-Constant, Hélène Le Roy d'Étiolles expose au Salon des artistes français de 1888 à 1933.
Elle obtient en 1921 le 1er prix de l'Union des femmes peintres et sculpteurs.

## Œuvres
- Portræt af en ung morkhåret pige med lange hvide handsker, vente Copenhague 1997[5]
- Madame Jean Mottet à l'âge de 12 ans (1884-1964), 1897, musée Lambinet[6].
- Fin du jour, salon de l'Union des Femmes peintres et sculpteurs 1906, exposition de Rouen 1906[7]
- La Femme en rose, exposé au Salon des Artistes Français de 1911[8]
- Portrait de jeune fille, avant 1922, affecté au Musée d'Orsay, actuellement à l'Assemblée nationale[9]